# Agir (Brasil)
O Agir (AGIR) é um partido político brasileiro de centro a centro-direita fundado em 1985 e registrado definitivamente em 1990. Foi criado como Partido da Juventude (PJ), renomeado em 1989 como Partido da Reconstrução Nacional (PRN), de centro-direita. No ano 2000, mudou novamente e passou a se chamar Partido Trabalhista Cristão (PTC), já em 2021 anunciou uma nova mudança, passando a se chamar Agir, quando o Tribunal Superior Eleitoral validou a mudança em março de 2022.
Ainda como PRN, elegeu o primeiro presidente via eleições diretas após a redemocratização do país, Fernando Collor de Mello, que sofreu em 1992 um processo de impeachment. Em fevereiro de 2025 possuía 199.499 filiados.

## História

### Partido da Juventude (1985–1989)

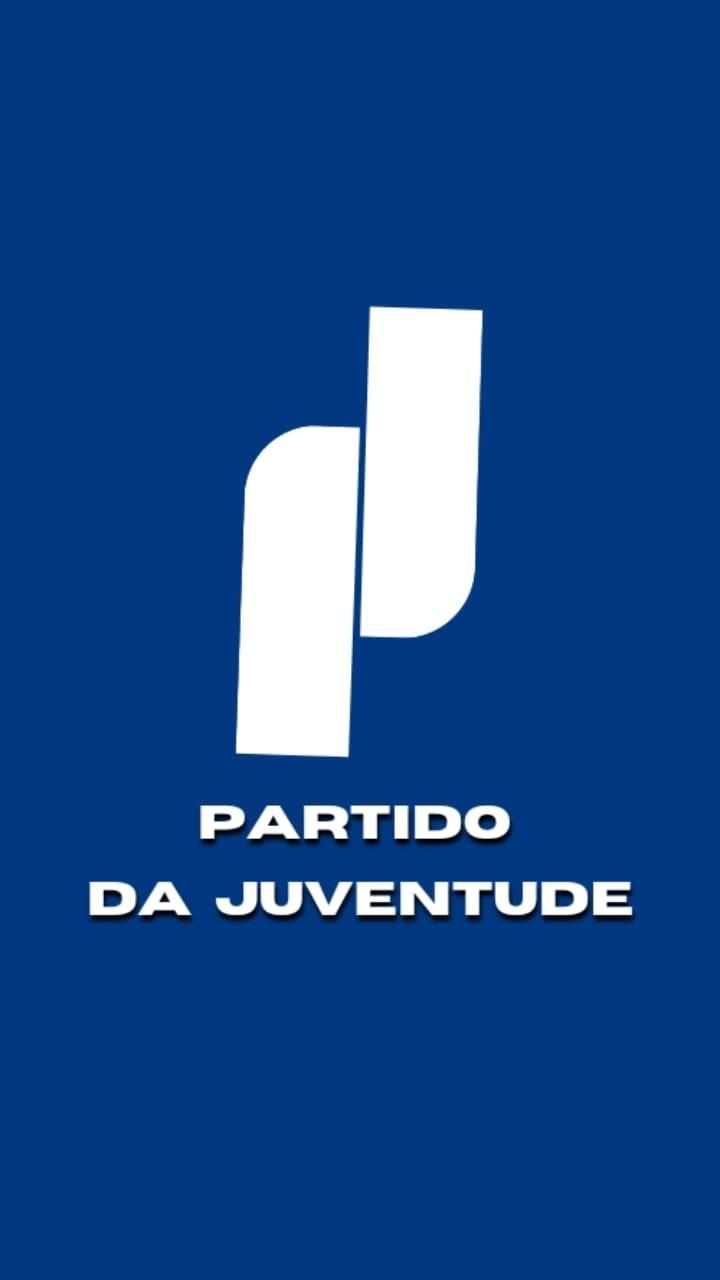
Logomarca do Partido da Juventude.

O Partido da Juventude (PJ) foi um partido político brasileiro que deu origem ao Partido Trabalhista Cristão. Seu primeiro presidente nacional foi Daniel Tourinho, ex-integrante do Partido Democrático Trabalhista (PDT).
Em 1986, o partido se coligou com candidatos do PDS, PDT e PMDB (João Castelo no Maranhão, Darcy Ribeiro no Rio de Janeiro, Fernando Collor em Alagoas, e vários).

### Partido da Reconstrução Nacional (1989–2000)
Em 1989, com a entrada de dissidentes do PDS, PMDB e até do PSDB, o partido foi renomeado para PRN (Partido da Reconstrução Nacional) em 2 de fevereiro de 1989, também com Daniel Tourinho na presidência.
Em 1989, o partido lançou Fernando Collor de Mello como candidato à presidência, que foi eleito no segundo turno com 35.085.457 votos. No Congresso Nacional, o PRN possuía como seus mais destacados líderes o senador Ney Maranhão e o deputado (e futuro senador) Renan Calheiros, líder do governo na Câmara dos Deputados.
Em 1990, o partido levou ao segundo turno cinco dos seus dez candidatos a governador, entretanto o curso da campanha foi adverso aos planos da legenda: em Minas Gerais, Hélio Costa (depois ministro das comunicações do Governo Lula) foi derrotado por Hélio Garcia, no Paraná, José Carlos Martinez (proprietário da Rede OM e futuro presidente do PTB) foi vencido por Roberto Requião e em Rondônia, Valdir Raupp (posteriormente eleito governador e senador pelo PMDB) sucumbiu ao avanço de Osvaldo Piana. No Nordeste a derrota atingiu João Castelo e Renan Calheiros.

Nos dois casos, o PRN iniciou a disputa como favorito, todavia o cenário foi paulatinamente revertido: no Maranhão, o apoio de José Sarney permite que Edison Lobão derrote João Castelo e em Alagoas uma dissensão partidária elegeu Geraldo Bulhões (que trocou o PRN pelo PSC no início do ano) em lugar de Renan Calheiros. Encerrada a campanha, Márcia Kubitschek foi eleita vice-governadora do Distrito Federal na chapa de Joaquim Roriz (então no também extinto PTR) e o partido elegeu dois senadores e quarenta deputados federais (metade oriunda do Paraná, São Paulo e Minas Gerais).

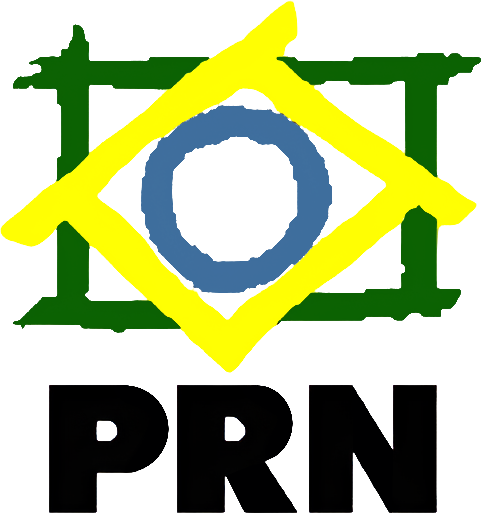
Símbolo do PRN

Embora nenhum de seus membros tenha sido nomeado para o ministério, o PRN integrou a base parlamentar de Fernando Collor ao lado do PFL e do PDS e elegeu noventa e oito prefeitos em 1992 ante as três conquistadas pelo Partido da Juventude em 1988. Entretanto, as acusações que pairavam sobre o Presidente da República e a posterior abertura do processo de impeachment tiveram um efeito devastador e a legenda faz apenas um deputado federal em 1994.
Nas eleições presidenciais daquele ano, o empresário baiano Walter Queiroz foi lançado candidato a presidente, mas foi expulso do partido durante a campanha, logo sendo substituído pelo gaúcho Carlos Antônio Gomes, o qual obteve 387.611 votos. Em 1998, ainda filiado ao partido, Collor tentou disputar a eleição presidencial daquele ano, mas teve sua candidatura negada pelo TSE, uma vez que sua inelegibilidade de 8 anos, depois que sofreu impeachment em 1992, não havia se encerrado.
No ano 2000, as lideranças do PRN deliberaram pela mudança de sigla e surgiu então o Partido Trabalhista Cristão. Porém, nesse período, Collor já não estava no partido, estabelecendo-se à época no PRTB.

### Partido Trabalhista Cristão (2000–2021)
Ainda em 2000, o candidato do partido à prefeitura de São Paulo, Ciro Moura, chamou a atenção ao não mostrar o rosto em nenhum programa eleitoral. Nas eleições de 2002, apoia o ex-governador fluminense Anthony Garotinho, então no PSB, à Presidência da República. Em 2002 o mesmo Ciro Moura é lançado candidato para governador de São Paulo com a coligação "Bandeira Paulista" na qual foi formada pelo PTC junto ao PSC — com o ex-governador de São Paulo e o que viria a ser o futuro presidente da CBF José Maria Marin —, PRP e PTdoB (atual Avante).

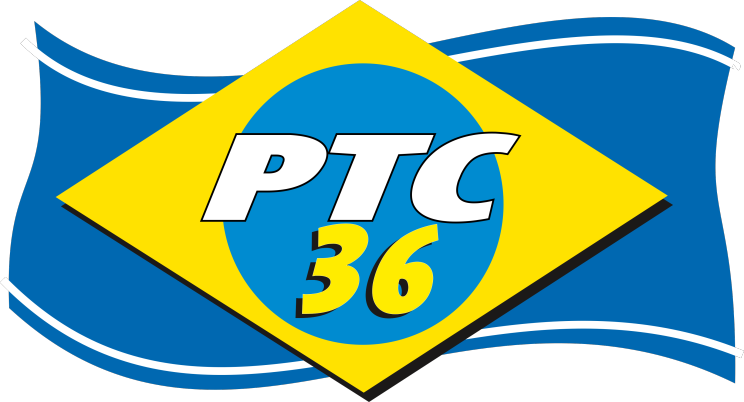
Símbolo do PTC.

O PTC costuma abrigar em seus quadros alguns artistas que tentam se candidatar: o cineasta José Mojica Marins, o "Zé do Caixão", tentou candidatar-se a vereador na cidade de São Paulo, sem muito sucesso. Em 2006, o estilista e apresentador de TV Clodovil Hernandes (falecido em 2009, quando já era filiado ao PR) conquistou uma vaga na Câmara dos Deputados, também pelo estado de São Paulo, ao obter uma votação expressiva para o cargo — a terceira maior em todo o país. Com sua morte, em março de 2009, o coronel da Policia Militar Paes de Lira, que houvera recebido pouco mais de seis mil votos, assumiu a vaga. No mesmo ano, Éder Xavier foi o candidato ao governo de São Paulo, tendo recebido votação pouco expressiva.
Nas eleições de 2008, o PTC lança Ciro Moura como candidato a prefeito da cidade de São Paulo. O partido chega a lançar um candidato monarquista, Jean Tamazato, citado pela jornalista Sônia Racy, do Estadão. Além deles, Havanir Nimtz (ex-PRONA), o empresário Oscar Maroni, Osmar "Peroba" Lins (ex-presidente do extinto PAN) e outros quase 60 candidatos compuseram a chapa. Nenhum candidato do PTC conseguiu se eleger.
Em 2010, forma com o PP a coligação "Em Defesa do Cidadão" e apoia a candidatura de Celso Russomanno ao governo de SP, lançando Ciro Moura como candidato ao senado, tendo este ficado em sétimo lugar, com 275.664 votos (0,79% das intenções de voto). Entre os candidatos a deputado federal e estadual, destacou-se o estilista Ronaldo Ésper, que não conseguiu repetir o desempenho de Clodovil Hernandes em 2006, tendo votação pouco expressiva para a Câmara dos Deputados.
Em 2012, o PTC sobe de 13 para 19 prefeitos, com destaque para a vitória em São Luís, com Edivaldo Holanda Júnior (na qual pela primeira vez o partido conquista a prefeitura de uma das principais metrópoles do país e capital do estado maranhense). Em 2016, recebe a filiação do ex-presidente e atual Senador pelo estado de Alagoas, Fernando Collor de Mello, onde ficou até 2019, filiando-se depois ao PROS, mas depois se desfiliou, filiando-se ao PTB para disputar o Governo de Alagoas em 2022.
Em 2018, o partido desistiu de lançar o ex-presidente Collor para a eleição presidencial apoiando o senador pelo Paraná Álvaro Dias do Podemos. Elegeu 2 deputados federais — Benes Leocádio pelo Rio Grande do Norte e Marina Santos pelo Piauí, e 12 deputados estaduais —, mas perdeu boa parte dos parlamentares, ao não lograr alcançar 1,5% na cláusula de desempenho.
Nas eleições municipais de 2020, o partido elegeu apenas um prefeito, no município de Pratinha (em Minas Gerais), além de 220 vereadores pelo país, tendo um resultado pior que em 2016. Ao ter recebido apenas 0,20% dos votos válidos para prefeitos no primeiro turno, o PTC ficou entre os partidos que poderiam não atingir os 2,0% de votos válidos para deputados federais em 2022, não superando novamente a cláusula de barreira.

### Agir (2022–atualmente)

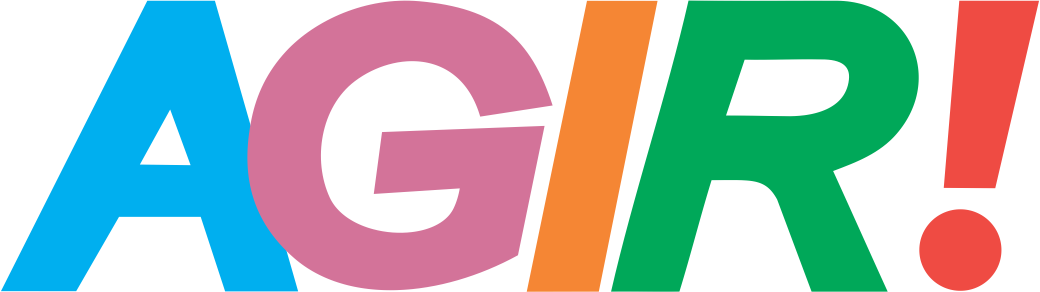
A primeira versão da logomarca Agir, apresentada na reunião nacional, em 2021

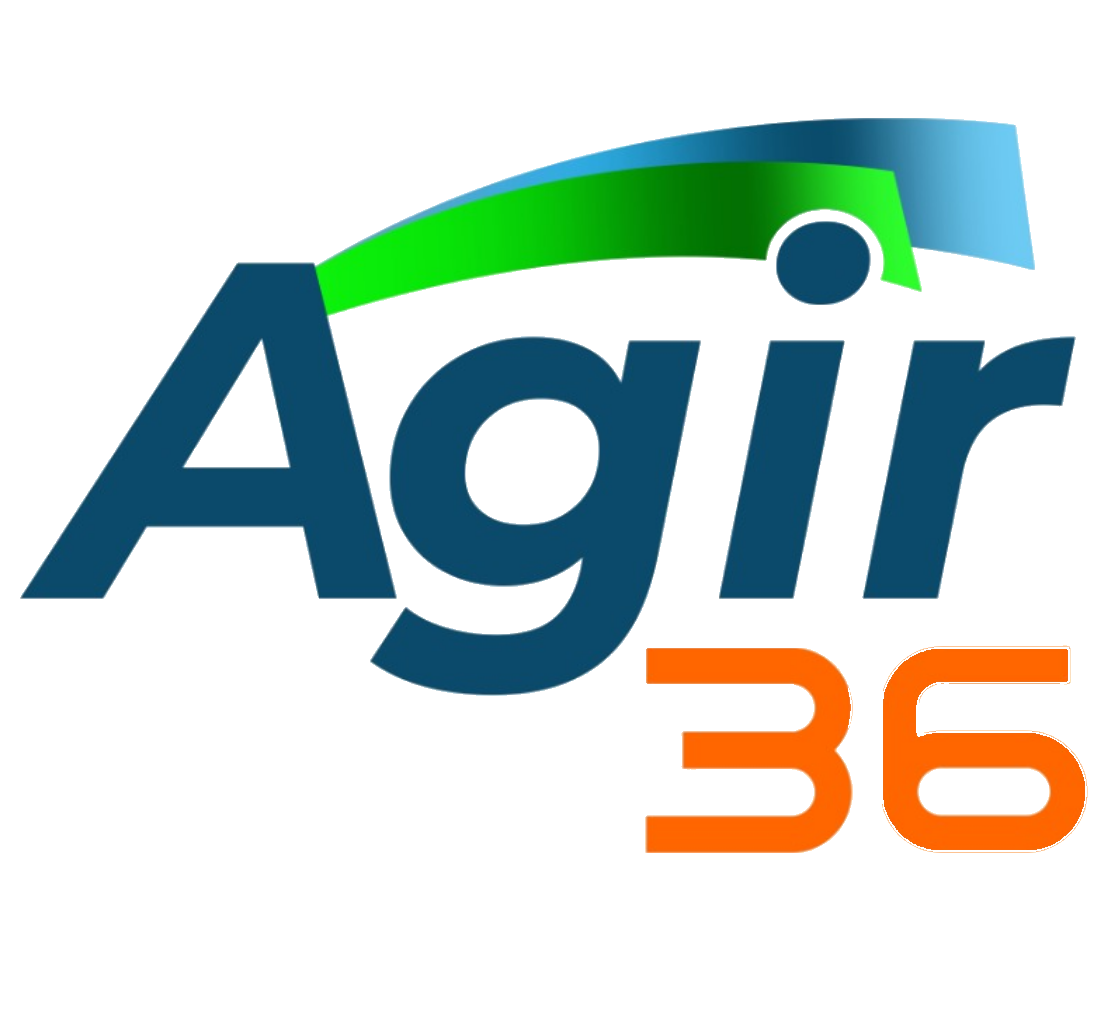
Segunda versão da logomarca Agir, utilizada em alguns anúncios e publicidades do partido

Em maio de 2021 ocorreu o encontro nacional do partido, durante o qual foram apresentados o novo nome, logomarca e o novo slogan. Quase um mês após a reunião, o partido foi acusado de plagiar a logomarca do Movimento Agora. Dias depois, foi apresentada uma nova logomarca.
Em março de 2022, o Tribunal Superior Eleitoral aprovou o novo nome e estatuto.
Em outubro de 2022, o Agir não superou a cláusula de barreira nas eleições gerais, repetindo o seu desempenho de 2018. Consequentemente, alguns veículos de imprensa noticiaram que o partido estaria em negociação com o Avante, cujo fim seria a incorporação do Agir por este partido.
Neste ano, o Agir não elegeu nenhum governador, deputado federal ou senador. Todavia, o partido elegeu 5 deputados estaduais ou distritais dos quais 2 se desfiliaram do partido após a eleição.

## Organização
| Deputados estaduais/distritais atuais (3) | Deputados estaduais/distritais atuais (3) |
| UF | Deputado(a)                               |
| --- | ----------------------------------------- |
| GO | Rosângela Rezende                         |
| GO | Gugu Nader                                |
| RJ | Julio Rocha                               |
| Observações: Em 2022 o Agir elegeu 5 deputados estaduais. Nomes marcados com o símbolo * foram eleitos em 2022 por outros partidos. As deputadas Jaqueline Silva e Doutora Jane (DF) deixaram o partido. |                                           |

| Data      | Filiados | Crescimento anual | Crescimento anual |
| --------- | -------- | ----------------- | ----------------- |
| dez./2006 | 125.292  | —                 | —                 |
| dez./2007 | 136.724  | 11.432            | +9,1%             |
| dez./2008 | 137.111  | 387               | +0,2%             |
| dez./2009 | 131.742  | 5.369             | -4,0%             |
| dez./2010 | 148.088  | 16.346            | +12%              |
| dez./2011 | 170.329  | 22.241            | +15%              |
| dez./2012 | 173.817  | 3.488             | +2,0%             |
| dez./2013 | 176.550  | 2.733             | +1,5%             |
| dez./2014 | 176.352  | 198               | -0,1%             |
| dez./2015 | 182.830  | 6.478             | +3,6%             |
| dez./2016 | 198.378  | 15.548            | +8,5%             |
| dez./2017 | 197.435  | 943               | -0,4%             |
| dez./2018 | 199.202  | 1.767             | +0,8%             |
| dez./2019 | 180.513  | 18.689            | -10%              |
| dez./2020 | 193.437  | 12.924            | +7,1%             |
| dez./2021 | 194.257  | 820               | +0,4%             |
| dez./2022 | 194.143  | 114               | -0,06%            |
| dez./2023 | 190.030  | 4.113             | -2,1%             |
| set./2024 | 201.131  | 11.101            | +5,84%            |

## Desempenho eleitoral
| Legislatura     | Bancada  | %    | ±  |
| --------------- | -------- | ---- | -- |
| 49ª (1991–1995) | 40 / 503 | 8,29 | 40 |
| 50ª (1995–1999) | 1 / 513  | 0,40 | 39 |
| 51ª (1999–2003) | 0 / 513  | 0,08 | 1  |
| 52ª (2003–2007) | 0 / 513  | 0,09 | 0  |
| 53ª (2007–2011) | 4 / 513  | 0,58 | 4  |
| 54ª (2011–2015) | 1 / 513  | 0,19 | 3  |
| 55ª (2015–2019) | 2 / 513  | 0,38 | 1  |
| 56ª (2019–2023) | 2 / 513  | 0,38 | 0  |
| 57ª (2023–2027) | 0 / 513  | 0,15 | 2  |

Os números das bancadas representam o início de cada legislatura, desconsiderando, por exemplo, parlamentares que tenham mudado de partido posteriormente.

### Eleições estaduais
| Participação e desempenho do PTC nas eleições estaduais de 2018 |                                         |                                | |                                           |                                                          |
| Candidatos majoritários eleitos (12 governadores e 21 senadores). Em negrito estão os candidatos filiados ao PTC durante a eleição. Os cargos obtidos na Câmara Federal e nas Assembleias Legislativas são referentes às coligações proporcionais que o PTC compôs. Tais coligações não são necessariamente iguais às coligações majoritárias e geralmente são menores. Não estão listados os futuros suplentes empossados. \| UF \| Candidatos(as) a Governador(a) e a Vice \| Candidatos(as) a Senadores(as) \| Coligação majoritária (governo e senado) \| Deputados(as) federais eleitos(as) — 46 \| Deputados(as) estaduais eleitos(as) — 90 \| \| -- \| --------------------------------------- \| ------------------------------ \| ------------------------------------------------------------------------------------------------------------ \| ----------------------------------------- \| -------------------------------------------------------- \| \| AC \| Gladson Cameli (PP) \| Sérgio Petecão (PSD) \| PTC / PP / PSDB / PSD / MDB / PR / PPS / PMN / SD / PTB \| 2 MDB, 1 PSDB, 1 DEM, 1 SD \| 3 PP, 1 PR \| \| AC \| Major Rocha (PSDB) \| Márcio Bittar (MDB) \| PTC / PP / PSDB / PSD / MDB / PR / PPS / PMN / SD / PTB \| 2 MDB, 1 PSDB, 1 DEM, 1 SD \| 3 PP, 1 PR \| \| AL \| Pinto de Luna (PROS) \| Rodrigo Cunha (PSDB) \| PTC / PROS / PSDB / PP / PSB / PSC / REDE / DEM / PRB \| 1 PSB, 1 PP, 1 PRB, 1 PSDB \| 4 PP, 2 PSDB, 1 DEM, 1 PROS \| \| AL \| Jorge VI (PSDB) \| Benedito de Lira (PP) \| PTC / PROS / PSDB / PP / PSB / PSC / REDE / DEM / PRB \| 1 PSB, 1 PP, 1 PRB, 1 PSDB \| 4 PP, 2 PSDB, 1 DEM, 1 PROS \| \| AM \| Omar Aziz (PSD) \| Plínio Valério (PSDB) \| PTC / PSD / PSDB / PRB / DEM / Patriota \| 2 PRB, 1 PSD \| 1 PSDB \| \| AM \| Arthur Bisneto (PSDB) \| Plínio Valério (PSDB) \| PTC / PSD / PSDB / PRB / DEM / Patriota \| 2 PRB, 1 PSD \| 1 PSDB \| \| AP \| Waldez Góes (PDT) \| Lucas Barreto (PTB) \| PTC / PDT / PTB / PROS, / MDB / DC / PRB / PCdoB / PRP / PMB \| 1 PRB \| Jaime Perez (PTC), Jesus Pontes (PTC) \| \| AP \| Jaime Nunes (PROS) \| Lucas Barreto (PTB) \| PTC / PDT / PTB / PROS, / MDB / DC / PRB / PCdoB / PRP / PMB \| 1 PRB \| Jaime Perez (PTC), Jesus Pontes (PTC) \| \| BA \| Rui Costa (PT) \| Jacques Wagner (PT) \| PTC / PT / PP / PDT / PODE / PSD / PSB / PCdoB / PR / PRP / PMB / PMN / PROS / Avante \| 1 PRP \| ninguém \| \| BA \| João Leão (PP) \| Angelo Coronel (PSD) \| PTC / PT / PP / PDT / PODE / PSD / PSB / PCdoB / PR / PRP / PMB / PMN / PROS / Avante \| 1 PRP \| ninguém \| \| CE \| ninguém \| Robert Burns (PTC) \| nenhuma \| ninguém \| ninguém \| \| DF \| Eliana Pedrosa (PROS) \| Juiz Everardo Ribeiro (PMN) \| PTC / PROS / PMN / PHS / PTB / PMB / Patriota \| ninguém \| Eduardo Pedrosa (PTC) \| \| DF \| Alírio Neto (PTB) \| Walisson Nascimento (PTB) \| PTC / PROS / PMN / PHS / PTB / PMB / Patriota \| ninguém \| Eduardo Pedrosa (PTC) \| \| ES \| Renato Casagrande (PSB) \| Marcos do Val (PPS) \| PTC / PSB / PSDB / DEM / PPS / PCdoB / PV / DC / SD / PP / PDT / PSC / PPL / PRP / PSD / PHS / PROS / Avante \| 2 PSB \| 1 PPS, 1 Avante \| \| ES \| Jacqueline Moraes (PSB) \| Ricardo Ferraço (PSDB) \| PTC / PSB / PSDB / DEM / PPS / PCdoB / PV / DC / SD / PP / PDT / PSC / PPL / PRP / PSD / PHS / PROS / Avante \| 2 PSB \| 1 PPS, 1 Avante \| \| GO \| Ronaldo Caiado (DEM) \| Jorge Kajuru (PRP) \| PTC / DEM / PRP / PROS / PMB / PR / PSC / DC / PSL / PMN / PDT / PRTB / PODE \| ninguém \| Cláudio Meirelles (PTC) + 4 DEM, 1 PSC \| \| GO \| Lincoln Tejota (PROS) \| Wilder Morais (DEM) \| PTC / DEM / PRP / PROS / PMB / PR / PSC / DC / PSL / PMN / PDT / PRTB / PODE \| ninguém \| Cláudio Meirelles (PTC) + 4 DEM, 1 PSC \| \| MA \| Flávio Dino (PCdoB) \| Weverton Rocha (PDT) \| PTC / PCdoB / PTB / PT / PSB / PPS / PROS / PRB / PR / DEM / PP / PDT / SD / PPL / Avante / Patriota \| 2 PCdoB, 1 PTB, 1 PRB, 1 PSB, 1 DEM \| 7 PDT, 6 PCdoB, 5 DEM, 3 PR, 2 PSB, 2 PP, 1 PRB \| \| MA \| Carlos Brandão (PRB) \| Eliziane Gama (PPS) \| PTC / PCdoB / PTB / PT / PSB / PPS / PROS / PRB / PR / DEM / PP / PDT / SD / PPL / Avante / Patriota \| 2 PCdoB, 1 PTB, 1 PRB, 1 PSB, 1 DEM \| 7 PDT, 6 PCdoB, 5 DEM, 3 PR, 2 PSB, 2 PP, 1 PRB \| \| MG \| Antonio Anastasia (PSDB) \| Rodrigo Pacheco (DEM) \| PTC / PSDB / PSD / DEM / SD / PPS / PMN / PSC / PP / PTB / PMB / Patriota \| 2 Patriota \| 2 Patriota \| \| MG \| Marcos Montes (PSD) \| Dinis Pinheiro (SD) \| PTC / PSDB / PSD / DEM / SD / PPS / PMN / PSC / PP / PTB / PMB / Patriota \| 2 Patriota \| 2 Patriota \| \| MS \| Junior Mochi (MDB) \| Waldemir Moka (MDB) \| PTC / MDB / PRTB / PR / PHS / PRP / DC \| ninguém \| 1 PR \| \| MS \| Tânia Garib (MDB) \| Waldemir Moka (MDB) \| PTC / MDB / PRTB / PR / PHS / PRP / DC \| ninguém \| 1 PR \| \| MT \| Mauro Mendes (DEM) \| Jayme Campos (DEM) \| PDC / DEM / PSC / PSD / MDB / PDT / PMB / PHS / PRP \| ninguém \| ninguém \| \| MT \| Otaviano Pivetta (PDT) \| Carlos Fávaro (PSD) \| PDC / DEM / PSC / PSD / MDB / PDT / PMB / PHS / PRP \| ninguém \| ninguém \| \| PA \| Helder Barbalho (MDB) \| Jader Barbalho (MDB) \| PTC / MDB / PR / PP / PSD / PRB / PODE / PROS / PSC / PSL / PHS / DC / PMB / PTB / Avante / Patriota \| ninguém \| 1 Patriota \| \| PA \| Lúcio Vale (PR) \| Zequinha Marinho (PSC) \| PTC / MDB / PR / PP / PSD / PRB / PODE / PROS / PSC / PSL / PHS / DC / PMB / PTB / Avante / Patriota \| ninguém \| 1 Patriota \| \| PB \| Lucélio Cartaxo (PV) \| Daniella Ribeiro (PP) \| PTC / PSDB / PP / PSC / PV / SD / DC / PRTB / PHS / PSD / PSL / PPL \| 1 PP \| 3 PSDB, 2 PP, 1 PSD, 1 PSC \| \| PB \| Michele Rodrigues (PSDB) \| Cássio Cunha Lima (PSDB) \| PTC / PSDB / PP / PSC / PV / SD / DC / PRTB / PHS / PSD / PSL / PPL \| 1 PP \| 3 PSDB, 2 PP, 1 PSD, 1 PSC \| \| PE \| Paulo Câmara (PSB) \| Humberto Costa (PT) \| PTC / PSB / PCdoB / PT / MDB / PP / PV / SD / PRP / PRTB / PPL / PMN / Patriota \| ninguém \| ninguém \| \| PE \| Luciana Santos (PCdoB) \| Jarbas Vasconcelos (MDB) \| PTC / PSB / PCdoB / PT / MDB / PP / PV / SD / PRP / PRTB / PPL / PMN / Patriota \| ninguém \| ninguém \| \| PI \| José Pessoa Leal (SD) \| Frank Aguiar (PRB) \| PTC / SD / PRB / PPL / PMN \| Marina Santos (PTC) \| Evaldo Gomes (PTC) + 1 PRB \| \| PI \| Vanessa Tapety (PTC) \| Marcus Vinícius (PTC) \| PTC / SD / PRB / PPL / PMN \| Marina Santos (PTC) \| Evaldo Gomes (PTC) + 1 PRB \| \| PR \| Ogier Buchi (PSL) \| Roselaine Ferreira (Patriota) \| PTC / PSL / Patriota \| 3 PSL \| 8 PSL \| \| PR \| Dr. Caxias Ribas (Patriota) \| Roselaine Ferreira (Patriota) \| PTC / PSL / Patriota \| 3 PSL \| 8 PSL \| \| RJ \| Romário (PODE) \| Gabrielle Burcci (PMB) \| PTC / PODE / PR / REDE / PMB / PPL / PRP / PRB / Patriota \| ninguém \| Giovani Ratinho (PTC) \| \| RJ \| Marcelo Delaroli (PR) \| Miro Teixeira (REDE) \| PTC / PODE / PR / REDE / PMB / PPL / PRP / PRB / Patriota \| ninguém \| Giovani Ratinho (PTC) \| \| RN \| Robinson Faria (PSD) \| Geraldo Melo (PSDB) \| PTC / PSD / PSDB / PTB / PR / PPS / PRB / PMB / PSB / PRP / PROS / Avante \| Benes Leocádio (PTC) + 1 PR, 1 PSB, 1 PSD \| Eudiane Macedo (PTC), Ubaldo Fernandes (PTC) \| \| RN \| Tião Couto (PRB) \| Geraldo Melo (PSDB) \| PTC / PSD / PSDB / PTB / PR / PPS / PRB / PMB / PSB / PRP / PROS / Avante \| Benes Leocádio (PTC) + 1 PR, 1 PSB, 1 PSD \| Eudiane Macedo (PTC), Ubaldo Fernandes (PTC) \| \| RO \| Acir Gurgacz (PDT) \| Jesualdo Júnior (PSB) \| PTC / PDT / DC / PP / PSB / SD / PTB / Avante \| 1 PP, 1 PDT, 1 PSB \| Jair Monte (PTC) \| \| RO \| Neodi de Oliveira (DC) \| Carlos Magno (PP) \| PTC / PDT / DC / PP / PSB / SD / PTB / Avante \| 1 PP, 1 PDT, 1 PSB \| Jair Monte (PTC) \| \| RR \| Antônio Denarium (PSL) \| Mecias de Jesus (PRB) \| PTC / PSL / PRB / PSC / PRP / PROS / PPL / Patriota \| 1 PRB, 1 PSL \| Dhiego Coelho (PTC), Eder Lourinho (PTC) \| \| RR \| Frutuoso Lins (PTC) \| Pastor Isamar Ramalho (PSL) \| PTC / PSL / PRB / PSC / PRP / PROS / PPL / Patriota \| 1 PRB, 1 PSL \| Dhiego Coelho (PTC), Eder Lourinho (PTC) \| \| RS \| José Ivo Sartori (PMDB) \| Beto Albuquerque (PSB) \| PTC / MDB / PSD / PSB / PR / PSC / PMN / PRP / Patriota \| 1 PSD \| ninguém \| \| RS \| José Paulo Cairoli (PSD) \| José Fogaça (PMDB) \| PTC / MDB / PSD / PSB / PR / PSC / PMN / PRP / Patriota \| 1 PSD \| ninguém \| \| SC \| Mauro Mariani (MDB) \| Jorginho Mello (PR) \| PTC / MDB / PSDB / PR / DC / PPS / PRTB / PTB / Avante \| ninguém \| 3 PR \| \| SC \| Napoleão Bernardes (PSDB) \| Paulo Bauer (PSDB) \| PTC / MDB / PSDB / PR / DC / PPS / PRTB / PTB / Avante \| ninguém \| 3 PR \| \| SE \| Eduardo Amorim (PSDB) \| André Moura (PSC) \| PTC / PSDB / PSC / PPS / PR / SD / PRB \| 1 SD, 1 PR, 1 PSC \| 2 PPS \| \| SE \| Ivan Leite (PRB) \| Pastor Heleno (PRB) \| PTC / PSDB / PSC / PPS / PR / SD / PRB \| 1 SD, 1 PR, 1 PSC \| 2 PPS \| \| SP \| João Dória (PSDB) \| Mara Gabrilli (PSDB) \| PTC / PSDB / DEM / PSD / PRB / PP \| ninguém \| ninguém \| \| SP \| Rodrigo Garcia (DEM) \| Ricardo Tripoli (PSDB) \| PTC / PSDB / DEM / PSD / PRB / PP \| ninguém \| ninguém \| \| TO \| Mauro Carlesse (PHS) \| Eduardo Gomes (SD) \| PTC / PHS / SD / PP / DEM / PRB / PROS / Avante / Patriota \| 2 SD, 2 DEM \| Cleiton Cardoso (PTC) + 3 SD, 1 PHS, 1 DEM, 1 PP, 1 PROS \| \| TO \| Wanderlei Barbosa (PHS) \| César Halum (PRB) \| PTC / PHS / SD / PP / DEM / PRB / PROS / Avante / Patriota \| 2 SD, 2 DEM \| Cleiton Cardoso (PTC) + 3 SD, 1 PHS, 1 DEM, 1 PP, 1 PROS \| |                                         |                                | |                                           |                                                          |
| UF | Candidatos(as) a Governador(a) e a Vice | Candidatos(as) a Senadores(as) | Coligação majoritária (governo e senado)                                                                     | Deputados(as) federais eleitos(as) — 46   | Deputados(as) estaduais eleitos(as) — 90                 |
| AC | Gladson Cameli (PP)                     | Sérgio Petecão (PSD)           | PTC / PP / PSDB / PSD / MDB / PR / PPS / PMN / SD / PTB                                                      | 2 MDB, 1 PSDB, 1 DEM, 1 SD                | 3 PP, 1 PR                                               |
| AC | Major Rocha (PSDB)                      | Márcio Bittar (MDB)            | PTC / PP / PSDB / PSD / MDB / PR / PPS / PMN / SD / PTB                                                      | 2 MDB, 1 PSDB, 1 DEM, 1 SD                | 3 PP, 1 PR                                               |
| AL | Pinto de Luna (PROS)                    | Rodrigo Cunha (PSDB)           | PTC / PROS / PSDB / PP / PSB / PSC / REDE / DEM / PRB                                                        | 1 PSB, 1 PP, 1 PRB, 1 PSDB                | 4 PP, 2 PSDB, 1 DEM, 1 PROS                              |
| AL | Jorge VI (PSDB)                         | Benedito de Lira (PP)          | PTC / PROS / PSDB / PP / PSB / PSC / REDE / DEM / PRB                                                        | 1 PSB, 1 PP, 1 PRB, 1 PSDB                | 4 PP, 2 PSDB, 1 DEM, 1 PROS                              |
| AM | Omar Aziz (PSD)                         | Plínio Valério (PSDB)          | PTC / PSD / PSDB / PRB / DEM / Patriota                                                                      | 2 PRB, 1 PSD                              | 1 PSDB                                                   |
| AM | Arthur Bisneto (PSDB)                   | Plínio Valério (PSDB)          | PTC / PSD / PSDB / PRB / DEM / Patriota                                                                      | 2 PRB, 1 PSD                              | 1 PSDB                                                   |
| AP | Waldez Góes (PDT)                       | Lucas Barreto (PTB)            | PTC / PDT / PTB / PROS, / MDB / DC / PRB / PCdoB / PRP / PMB                                                 | 1 PRB                                     | Jaime Perez (PTC), Jesus Pontes (PTC)                    |
| AP | Jaime Nunes (PROS)                      | Lucas Barreto (PTB)            | PTC / PDT / PTB / PROS, / MDB / DC / PRB / PCdoB / PRP / PMB                                                 | 1 PRB                                     | Jaime Perez (PTC), Jesus Pontes (PTC)                    |
| BA | Rui Costa (PT)                          | Jacques Wagner (PT)            | PTC / PT / PP / PDT / PODE / PSD / PSB / PCdoB / PR / PRP / PMB / PMN / PROS / Avante                        | 1 PRP                                     | ninguém                                                  |
| BA | João Leão (PP)                          | Angelo Coronel (PSD)           | PTC / PT / PP / PDT / PODE / PSD / PSB / PCdoB / PR / PRP / PMB / PMN / PROS / Avante                        | 1 PRP                                     | ninguém                                                  |
| CE | ninguém                                 | Robert Burns (PTC)             | nenhuma | ninguém                                   | ninguém                                                  |
| DF | Eliana Pedrosa (PROS)                   | Juiz Everardo Ribeiro (PMN)    | PTC / PROS / PMN / PHS / PTB / PMB / Patriota                                                                | ninguém                                   | Eduardo Pedrosa (PTC)                                    |
| DF | Alírio Neto (PTB)                       | Walisson Nascimento (PTB)      | PTC / PROS / PMN / PHS / PTB / PMB / Patriota                                                                | ninguém                                   | Eduardo Pedrosa (PTC)                                    |
| ES | Renato Casagrande (PSB)                 | Marcos do Val (PPS)            | PTC / PSB / PSDB / DEM / PPS / PCdoB / PV / DC / SD / PP / PDT / PSC / PPL / PRP / PSD / PHS / PROS / Avante | 2 PSB                                     | 1 PPS, 1 Avante                                          |
| ES | Jacqueline Moraes (PSB)                 | Ricardo Ferraço (PSDB)         | PTC / PSB / PSDB / DEM / PPS / PCdoB / PV / DC / SD / PP / PDT / PSC / PPL / PRP / PSD / PHS / PROS / Avante | 2 PSB                                     | 1 PPS, 1 Avante                                          |
| GO | Ronaldo Caiado (DEM)                    | Jorge Kajuru (PRP)             | PTC / DEM / PRP / PROS / PMB / PR / PSC / DC / PSL / PMN / PDT / PRTB / PODE                                 | ninguém                                   | Cláudio Meirelles (PTC) + 4 DEM, 1 PSC                   |
| GO | Lincoln Tejota (PROS)                   | Wilder Morais (DEM)            | PTC / DEM / PRP / PROS / PMB / PR / PSC / DC / PSL / PMN / PDT / PRTB / PODE                                 | ninguém                                   | Cláudio Meirelles (PTC) + 4 DEM, 1 PSC                   |
| MA | Flávio Dino (PCdoB)                     | Weverton Rocha (PDT)           | PTC / PCdoB / PTB / PT / PSB / PPS / PROS / PRB / PR / DEM / PP / PDT / SD / PPL / Avante / Patriota         | 2 PCdoB, 1 PTB, 1 PRB, 1 PSB, 1 DEM       | 7 PDT, 6 PCdoB, 5 DEM, 3 PR, 2 PSB, 2 PP, 1 PRB          |
| MA | Carlos Brandão (PRB)                    | Eliziane Gama (PPS)            | PTC / PCdoB / PTB / PT / PSB / PPS / PROS / PRB / PR / DEM / PP / PDT / SD / PPL / Avante / Patriota         | 2 PCdoB, 1 PTB, 1 PRB, 1 PSB, 1 DEM       | 7 PDT, 6 PCdoB, 5 DEM, 3 PR, 2 PSB, 2 PP, 1 PRB          |
| MG | Antonio Anastasia (PSDB)                | Rodrigo Pacheco (DEM)          | PTC / PSDB / PSD / DEM / SD / PPS / PMN / PSC / PP / PTB / PMB / Patriota                                    | 2 Patriota                                | 2 Patriota                                               |
| MG | Marcos Montes (PSD)                     | Dinis Pinheiro (SD)            | PTC / PSDB / PSD / DEM / SD / PPS / PMN / PSC / PP / PTB / PMB / Patriota                                    | 2 Patriota                                | 2 Patriota                                               |
| MS | Junior Mochi (MDB)                      | Waldemir Moka (MDB)            | PTC / MDB / PRTB / PR / PHS / PRP / DC                                                                       | ninguém                                   | 1 PR                                                     |
| MS | Tânia Garib (MDB)                       | Waldemir Moka (MDB)            | PTC / MDB / PRTB / PR / PHS / PRP / DC                                                                       | ninguém                                   | 1 PR                                                     |
| MT | Mauro Mendes (DEM)                      | Jayme Campos (DEM)             | PDC / DEM / PSC / PSD / MDB / PDT / PMB / PHS / PRP                                                          | ninguém                                   | ninguém                                                  |
| MT | Otaviano Pivetta (PDT)                  | Carlos Fávaro (PSD)            | PDC / DEM / PSC / PSD / MDB / PDT / PMB / PHS / PRP                                                          | ninguém                                   | ninguém                                                  |
| PA | Helder Barbalho (MDB)                   | Jader Barbalho (MDB)           | PTC / MDB / PR / PP / PSD / PRB / PODE / PROS / PSC / PSL / PHS / DC / PMB / PTB / Avante / Patriota         | ninguém                                   | 1 Patriota                                               |
| PA | Lúcio Vale (PR)                         | Zequinha Marinho (PSC)         | PTC / MDB / PR / PP / PSD / PRB / PODE / PROS / PSC / PSL / PHS / DC / PMB / PTB / Avante / Patriota         | ninguém                                   | 1 Patriota                                               |
| PB | Lucélio Cartaxo (PV)                    | Daniella Ribeiro (PP)          | PTC / PSDB / PP / PSC / PV / SD / DC / PRTB / PHS / PSD / PSL / PPL                                          | 1 PP                                      | 3 PSDB, 2 PP, 1 PSD, 1 PSC                               |
| PB | Michele Rodrigues (PSDB)                | Cássio Cunha Lima (PSDB)       | PTC / PSDB / PP / PSC / PV / SD / DC / PRTB / PHS / PSD / PSL / PPL                                          | 1 PP                                      | 3 PSDB, 2 PP, 1 PSD, 1 PSC                               |
| PE | Paulo Câmara (PSB)                      | Humberto Costa (PT)            | PTC / PSB / PCdoB / PT / MDB / PP / PV / SD / PRP / PRTB / PPL / PMN / Patriota                              | ninguém                                   | ninguém                                                  |
| PE | Luciana Santos (PCdoB)                  | Jarbas Vasconcelos (MDB)       | PTC / PSB / PCdoB / PT / MDB / PP / PV / SD / PRP / PRTB / PPL / PMN / Patriota                              | ninguém                                   | ninguém                                                  |
| PI | José Pessoa Leal (SD)                   | Frank Aguiar (PRB)             | PTC / SD / PRB / PPL / PMN                                                                                   | Marina Santos (PTC)                       | Evaldo Gomes (PTC) + 1 PRB                               |
| PI | Vanessa Tapety (PTC)                    | Marcus Vinícius (PTC)          | PTC / SD / PRB / PPL / PMN                                                                                   | Marina Santos (PTC)                       | Evaldo Gomes (PTC) + 1 PRB                               |
| PR | Ogier Buchi (PSL)                       | Roselaine Ferreira (Patriota)  | PTC / PSL / Patriota                                                                                         | 3 PSL                                     | 8 PSL                                                    |
| PR | Dr. Caxias Ribas (Patriota)             | Roselaine Ferreira (Patriota)  | PTC / PSL / Patriota                                                                                         | 3 PSL                                     | 8 PSL                                                    |
| RJ | Romário (PODE)                          | Gabrielle Burcci (PMB)         | PTC / PODE / PR / REDE / PMB / PPL / PRP / PRB / Patriota                                                    | ninguém                                   | Giovani Ratinho (PTC)                                    |
| RJ | Marcelo Delaroli (PR)                   | Miro Teixeira (REDE)           | PTC / PODE / PR / REDE / PMB / PPL / PRP / PRB / Patriota                                                    | ninguém                                   | Giovani Ratinho (PTC)                                    |
| RN | Robinson Faria (PSD)                    | Geraldo Melo (PSDB)            | PTC / PSD / PSDB / PTB / PR / PPS / PRB / PMB / PSB / PRP / PROS / Avante                                    | Benes Leocádio (PTC) + 1 PR, 1 PSB, 1 PSD | Eudiane Macedo (PTC), Ubaldo Fernandes (PTC)             |
| RN | Tião Couto (PRB)                        | Geraldo Melo (PSDB)            | PTC / PSD / PSDB / PTB / PR / PPS / PRB / PMB / PSB / PRP / PROS / Avante                                    | Benes Leocádio (PTC) + 1 PR, 1 PSB, 1 PSD | Eudiane Macedo (PTC), Ubaldo Fernandes (PTC)             |
| RO | Acir Gurgacz (PDT)                      | Jesualdo Júnior (PSB)          | PTC / PDT / DC / PP / PSB / SD / PTB / Avante                                                                | 1 PP, 1 PDT, 1 PSB                        | Jair Monte (PTC)                                         |
| RO | Neodi de Oliveira (DC)                  | Carlos Magno (PP)              | PTC / PDT / DC / PP / PSB / SD / PTB / Avante                                                                | 1 PP, 1 PDT, 1 PSB                        | Jair Monte (PTC)                                         |
| RR | Antônio Denarium (PSL)                  | Mecias de Jesus (PRB)          | PTC / PSL / PRB / PSC / PRP / PROS / PPL / Patriota                                                          | 1 PRB, 1 PSL                              | Dhiego Coelho (PTC), Eder Lourinho (PTC)                 |
| RR | Frutuoso Lins (PTC)                     | Pastor Isamar Ramalho (PSL)    | PTC / PSL / PRB / PSC / PRP / PROS / PPL / Patriota                                                          | 1 PRB, 1 PSL                              | Dhiego Coelho (PTC), Eder Lourinho (PTC)                 |
| RS | José Ivo Sartori (PMDB)                 | Beto Albuquerque (PSB)         | PTC / MDB / PSD / PSB / PR / PSC / PMN / PRP / Patriota                                                      | 1 PSD                                     | ninguém                                                  |
| RS | José Paulo Cairoli (PSD)                | José Fogaça (PMDB)             | PTC / MDB / PSD / PSB / PR / PSC / PMN / PRP / Patriota                                                      | 1 PSD                                     | ninguém                                                  |
| SC | Mauro Mariani (MDB)                     | Jorginho Mello (PR)            | PTC / MDB / PSDB / PR / DC / PPS / PRTB / PTB / Avante                                                       | ninguém                                   | 3 PR                                                     |
| SC | Napoleão Bernardes (PSDB)               | Paulo Bauer (PSDB)             | PTC / MDB / PSDB / PR / DC / PPS / PRTB / PTB / Avante                                                       | ninguém                                   | 3 PR                                                     |
| SE | Eduardo Amorim (PSDB)                   | André Moura (PSC)              | PTC / PSDB / PSC / PPS / PR / SD / PRB                                                                       | 1 SD, 1 PR, 1 PSC                         | 2 PPS                                                    |
| SE | Ivan Leite (PRB)                        | Pastor Heleno (PRB)            | PTC / PSDB / PSC / PPS / PR / SD / PRB                                                                       | 1 SD, 1 PR, 1 PSC                         | 2 PPS                                                    |
| SP | João Dória (PSDB)                       | Mara Gabrilli (PSDB)           | PTC / PSDB / DEM / PSD / PRB / PP                                                                            | ninguém                                   | ninguém                                                  |
| SP | Rodrigo Garcia (DEM)                    | Ricardo Tripoli (PSDB)         | PTC / PSDB / DEM / PSD / PRB / PP                                                                            | ninguém                                   | ninguém                                                  |
| TO | Mauro Carlesse (PHS)                    | Eduardo Gomes (SD)             | PTC / PHS / SD / PP / DEM / PRB / PROS / Avante / Patriota                                                   | 2 SD, 2 DEM                               | Cleiton Cardoso (PTC) + 3 SD, 1 PHS, 1 DEM, 1 PP, 1 PROS |
| TO | Wanderlei Barbosa (PHS)                 | César Halum (PRB)              | PTC / PHS / SD / PP / DEM / PRB / PROS / Avante / Patriota                                                   | 2 SD, 2 DEM                               | Cleiton Cardoso (PTC) + 3 SD, 1 PHS, 1 DEM, 1 PP, 1 PROS |

| Participação e desempenho do PTC nas eleições estaduais de 2014 |                                         |                                         | |                                                          | |
| Candidatos majoritários eleitos (9 governadores e 9 senadores). Em negrito estão os candidatos filiados ao PTC durante a eleição. Os cargos obtidos na Câmara Federal e nas Assembleias Legislativas são referentes às coligações proporcionais que o PTC compôs. Tais coligações não são necessariamente iguais às coligações majoritárias e geralmente são menores. Não estão listados os futuros suplentes empossados. \| UF \| Candidatos(as) a Governador(a) e a Vice \| Candidatos(as) a Senadores(as) \| Coligação majoritária (governo e senado) \| Deputados(as) federais eleitos(as) — 68 \| Deputados(as) estaduais eleitos(as) — 82 \| \| -- \| --------------------------------------- \| --------------------------------------- \| ------------------------------------------------------------------------------------------------------------------------------ \| -------------------------------------------------------- \| ------------------------------------------------------------------------------------------------------- \| \| AC \| Márcio Bittar (PSDB) \| Gladson Cameli (PP) \| PTC / PMDB / PSDB / PTdoB / PP / PSC / PPS / PR / SD / PSD \| 2 PMDB, 1 PSDB \| 2 PMDB, 1 PSDB \| \| AC \| Antônia Sales (PMDB) \| Gladson Cameli (PP) \| PTC / PMDB / PSDB / PTdoB / PP / PSC / PPS / PR / SD / PSD \| 2 PMDB, 1 PSDB \| 2 PMDB, 1 PSDB \| \| AL \| Joathans Albuquerque (PTC) \| Elias Barros (PTC) \| nenhuma \| ninguém \| ninguém \| \| AL \| Marineide Messias (PTC) \| Elias Barros (PTC) \| nenhuma \| ninguém \| ninguém \| \| AM \| José Melo (PROS) \| Omar Aziz (PSD) \| PTC / PV / PROS / PSL / PTN / PRP / PSDB / PHS / PEN / PRTB / DEM / PR / PSC / PSD / SD / PTdoB \| 2 PSD, 1 PSDB, 1 PR, 1 DEM \| 1 PV \| \| AM \| Henrique Oliveira (SD) \| Omar Aziz (PSD) \| PTC / PV / PROS / PSL / PTN / PRP / PSDB / PHS / PEN / PRTB / DEM / PR / PSC / PSD / SD / PTdoB \| 2 PSD, 1 PSDB, 1 PR, 1 DEM \| 1 PV \| \| AP \| Jorge Amanajás (PPS) \| Coronel Palmira (PTC) (partido isolado) \| PTC / PPS / PSC / PMN / PRTB / PRP / PPL / PTB \| 1 PSC, 1 PTB \| 2 PTB \| \| AP \| Daiana Ramos (PMN) \| Coronel Palmira (PTC) (partido isolado) \| PTC / PPS / PSC / PMN / PRTB / PRP / PPL / PTB \| 1 PSC, 1 PTB \| 2 PTB \| \| BA \| Paulo Souto (DEM) \| Geddel Vieira Lima (PMDB) \| PTC / DEM / PSDB / PMDB / SD / PTN / PROS / PRB / PSC / PPS / PV / PRP / PSDC \| Uldurico Júnior (PTC) \| 2 PV, 2 PRP \| \| BA \| Joaci Góes (PSDB) \| Geddel Vieira Lima (PMDB) \| PTC / DEM / PSDB / PMDB / SD / PTN / PROS / PRB / PSC / PPS / PV / PRP / PSDC \| Uldurico Júnior (PTC) \| 2 PV, 2 PRP \| \| CE \| Camilo Santana (PT) \| Mauro Filho (PROS) \| PTC / PV / PP / PDT / PT / PRTB / SD / PTB / PRB / PSL / PEN / PMN / PSD / PCdoB / PROS / PHS / PPL / PTdoB \| ninguém \| ninguém \| \| CE \| Izolda Cela (PROS) \| Mauro Filho (PROS) \| PTC / PV / PP / PDT / PT / PRTB / SD / PTB / PRB / PSL / PEN / PMN / PSD / PCdoB / PROS / PHS / PPL / PTdoB \| ninguém \| ninguém \| \| DF \| Agnelo Queiroz (PT) \| Geraldo Magela (PT) \| PTC / PT / PP / PMDB / PRB / PEN / PRP / PPL / PTN / PTdoB / PSC / PV / PROS / PHS / PSL / PCdoB \| 1 PMDB \| Agaciel Maia (PTC) + 1 PRB \| \| DF \| Tadeu Filippelli (PMDB) \| Geraldo Magela (PT) \| PTC / PT / PP / PMDB / PRB / PEN / PRP / PPL / PTN / PTdoB / PSC / PV / PROS / PHS / PSL / PCdoB \| 1 PMDB \| Agaciel Maia (PTC) + 1 PRB \| \| ES \| Renato Casagrande (PSB) \| Neucimar Fraga (PV) \| PTC / PSB / PSDC / PSL / PP / PTB / PTdoB / PPS / PR / PSC / PSD / PCdoB / PRTB / PEN / PTN / PPL / PMN / PRB / PHS \| ninguém \| Eliana Dadalto (PTC) + 1 PRTB \| \| ES \| Fabrício Gandini (PPS) \| Neucimar Fraga (PV) \| PTC / PSB / PSDC / PSL / PP / PTB / PTdoB / PPS / PR / PSC / PSD / PCdoB / PRTB / PEN / PTN / PPL / PMN / PRB / PHS \| ninguém \| Eliana Dadalto (PTC) + 1 PRTB \| \| GO \| Marconi Perillo (PSDB) \| Vilmar Rocha (PSD) \| PTC / PV / PRB / PDT / PTdoB / PSL / PR / PP / PHS / PMN / PROS / PPS / PSDB / PEN / PSD / PTB \| ninguém \| 2 PSL \| \| GO \| José Eliton (PP) \| Vilmar Rocha (PSD) \| PTC / PV / PRB / PDT / PTdoB / PSL / PR / PP / PHS / PMN / PROS / PPS / PSDB / PEN / PSD / PTB \| ninguém \| 2 PSL \| \| MA \| Flávio Dino (PCdoB) \| Roberto Rocha (PSB) \| PTC / PCdoB / PSDB / PSB / PP / SD / PROS / PDT / PPS \| 1 PDT \| Edivaldo Holanda (PTC) \| \| MA \| Carlos Brandão (PSDB) \| Roberto Rocha (PSB) \| PTC / PCdoB / PSDB / PSB / PP / SD / PROS / PDT / PPS \| 1 PDT \| Edivaldo Holanda (PTC) \| \| MG \| Pimenta da Veiga (PSDB) \| Antônio Anastasia (PSDB) \| PTC / PSDB / PP / DEM / PSD / PTB / PV / PDT / PR / PMN / PSC / PSL / PPS / SD \| Brunny Gomes (PTC) + 1 PSC \| Anselmo José Domingos (PTC) + 2 PSC \| \| MG \| Dinis Pinheiro (PP) \| Antônio Anastasia (PSDB) \| PTC / PSDB / PP / DEM / PSD / PTB / PV / PDT / PR / PMN / PSC / PSL / PPS / SD \| Brunny Gomes (PTC) + 1 PSC \| Anselmo José Domingos (PTC) + 2 PSC \| \| MS \| Delcídio do Amaral (PT) \| Ricardo Ayache (PT) \| PTC / PT / PDT / PSL / PTB / PSDC / PROS / PCdoB / PV / PPL / PRP / PR \| 2 PT, 1 PDT \| ninguém \| \| MS \| Londres Machado (PR) \| Ricardo Ayache (PT) \| PTC / PT / PDT / PSL / PTB / PSDC / PROS / PCdoB / PV / PPL / PRP / PR \| 2 PT, 1 PDT \| ninguém \| \| MT \| Janete Riva (PSD) \| Rui Prado (PSD) \| PTC / PEN / PSD / PRTB / PTN / SD \| ninguém \| 1 SD \| \| MT \| Aray da Fonseca (PSD) \| Rui Prado (PSD) \| PTC / PEN / PSD / PRTB / PTN / SD \| ninguém \| 1 SD \| \| PA \| Simão Jatene (PSDB) \| ninguém \| PTC / PSDB / PSB / PMN / SD / PRB / PSC / PTB / PEN / PSD / PP / PPS / PSDC / PTdoB / PRP \| 3 PSD, 1 PSDB, 1 PTB, 1 PSC, 1 PPS \| ninguém \| \| PA \| Zequinha Marinho (PSC) \| ninguém \| PTC / PSDB / PSB / PMN / SD / PRB / PSC / PTB / PEN / PSD / PP / PPS / PSDC / PTdoB / PRP \| 3 PSD, 1 PSDB, 1 PTB, 1 PSC, 1 PPS \| ninguém \| \| PB \| ninguém \| Walter Brito (PTC) \| nenhuma \| ninguém \| ninguém \| \| PE \| Paulo Câmara (PSB) \| Fernando Coelho (PSB) \| PTC / PV / PMDB / PCdoB / PTRB / PRP / PTN / PR / SD / PPS / PHS / PSDB / PSD / PPL / DEM / PEN / PSDC / PROS / PP / PSB / PSL \| 8 PSB, 3 PSDB, 2 PR, 1 PP, 1 PMDB, 1 PSD, 1 DEM, 1 PCdoB \| Eriberto Medeiros (PTC) + 15 PSB, 3 PMDB, 3 PR, 2 PSD, 1 PSDB, 1 DEM \| \| PE \| Raul Henry (PMDB) \| Fernando Coelho (PSB) \| PTC / PV / PMDB / PCdoB / PTRB / PRP / PTN / PR / SD / PPS / PHS / PSDB / PSD / PPL / DEM / PEN / PSDC / PROS / PP / PSB / PSL \| 8 PSB, 3 PSDB, 2 PR, 1 PP, 1 PMDB, 1 PSD, 1 DEM, 1 PCdoB \| Eriberto Medeiros (PTC) + 15 PSB, 3 PMDB, 3 PR, 2 PSD, 1 PSDB, 1 DEM \| \| PI \| Zé Filho (PMDB) \| Wilson Martins (PSB) \| PTC / PMDB / PSDB / PCdoB / PTdoB / PSB / PDT / PTN / PV / DEM / PSDC / PSL / PMN / PRB / PPS / PSD / PEN \| 3 PSB, 1 PMDB, 1 PSD \| Dr. Hélio (PTC), Evaldo Gomes (PTC) \| \| PI \| Silvio Mendes (PSDB) \| Wilson Martins (PSB) \| PTC / PMDB / PSDB / PCdoB / PTdoB / PSB / PDT / PTN / PV / DEM / PSDC / PSL / PMN / PRB / PPS / PSD / PEN \| 3 PSB, 1 PMDB, 1 PSD \| Dr. Hélio (PTC), Evaldo Gomes (PTC) \| \| PR \| Tulio Bandeira (PTC) \| Luiz Bárbara (PTC) (indeferido) \| nenhuma \| ninguém \| ninguém \| \| PR \| Ulisses Sabino (PTC) \| Luiz Bárbara (PTC) (indeferido) \| nenhuma \| ninguém \| ninguém \| \| RJ \| Luiz Fernando Pezão (PMDB) \| César Maia (DEM) \| PTC / PMDB / PP / PTB / PSL / PPS / PTN / DEM / PSDC / PHS / PEN / PMN / PRTB / PRP / PSDB / PSC / PSD / SD \| 1 PSDC \| Thiago Pampolha (PTC) + 1 PSC \| \| RJ \| Francisco Dornelles (PP) \| César Maia (DEM) \| PTC / PMDB / PP / PTB / PSL / PPS / PTN / DEM / PSDC / PHS / PEN / PMN / PRTB / PRP / PSDB / PSC / PSD / SD \| 1 PSDC \| Thiago Pampolha (PTC) + 1 PSC \| \| RN \| Robinson Faria (PSD) \| Fátima Bezerra (PT) \| PTC / PSD / PT / PCdoB / PTdoB / PP / PEN / PRTB \| ninguém \| 3 PSD \| \| RN \| Fábio Dantas (PCdoB) \| Fátima Bezerra (PT) \| PTC / PSD / PT / PCdoB / PTdoB / PP / PEN / PRTB \| ninguém \| 3 PSD \| \| RO \| Jaqueline Cassol (PR) \| Ivone Cassol (PP) \| PTC / PV / PP / PR / PROS / PPS \| 1 PR \| 3 PP, 1 PV \| \| RO \| Carlos Magno (PP) \| Ivone Cassol (PP) \| PTC / PV / PP / PR / PROS / PPS \| 1 PR \| 3 PP, 1 PV \| \| RR \| Ângela Portela (PT) \| Telmário Mota (PDT) \| PTC / PT / PDT / PCdoB / PV \| 1 PDT \| 1 PDT, 1 PV \| \| RR \| Alexandre Henklain (PDT) \| Telmário Mota (PDT) \| PTC / PT / PDT / PCdoB / PV \| 1 PDT \| 1 PDT, 1 PV \| \| RS \| Tarso Genro (PT) \| Olívio Dutra (PT) \| PTC / PT / PCdoB / PROS / PPL / PTB / PR \| 3 PTB, 1 PCdoB \| 2 PCdoB, 1 PR, 1 PPL \| \| RS \| Abgail Pereira (PCdoB) \| Olívio Dutra (PT) \| PTC / PT / PCdoB / PROS / PPL / PTB / PR \| 3 PTB, 1 PCdoB \| 2 PCdoB, 1 PR, 1 PPL \| \| SC \| Paulo Bauer (PSDB) \| Paulo Bornhausen (PSB) \| PTC / PSDB / PP / PSB / PSL / SD / PTN / PPS / PEN / PRTB / PHS / PTdoB \| 2 PP, 2 PSDB, 1 PPS \| 2 PSB, 1 PPS \| \| SC \| Joares Ponticelli (PP) \| Paulo Bornhausen (PSB) \| PTC / PSDB / PP / PSB / PSL / SD / PTN / PPS / PEN / PRTB / PHS / PTdoB \| 2 PP, 2 PSDB, 1 PPS \| 2 PSB, 1 PPS \| \| SE \| Eduardo Amorim (PSC) \| Maria do Carmo (DEM) \| PTC / DEM / PSL / PP / PTdoB / PSC / PPS / PSDB / PTB / SD / PV / PHS / PMN / PR / PEN \| 1 PTB, 1 SD, 1 DEM \| Doutor Vanderbal (PTC), Georgeo Passos (PTC), Gilson Andrade (PTC) + 2 PP, 2 PSC, 2 DEM, 1 PSL, 1 PTdoB \| \| SE \| Augusto Franco Neto (PSDB) \| Maria do Carmo (DEM) \| PTC / DEM / PSL / PP / PTdoB / PSC / PPS / PSDB / PTB / SD / PV / PHS / PMN / PR / PEN \| 1 PTB, 1 SD, 1 DEM \| Doutor Vanderbal (PTC), Georgeo Passos (PTC), Gilson Andrade (PTC) + 2 PP, 2 PSC, 2 DEM, 1 PSL, 1 PTdoB \| \| SP \| Geraldo Alckmin (PSDB) \| José Serra (PSDB) \| PTC / PSC / PSDB / DEM / PMN / PTdoB / PPS / PTN / SD / PEN / PRB / PSB / PSDC / PSL \| 1 PTN \| 1 PTN, 1 PSL \| \| SP \| Márcio França (PSB) \| José Serra (PSDB) \| PTC / PSC / PSDB / DEM / PMN / PTdoB / PPS / PTN / SD / PEN / PRB / PSB / PSDC / PSL \| 1 PTN \| 1 PTN, 1 PSL \| \| TO \| Sandoval Cardoso (SD) \| Eduardo Gomes (SD) \| PTC / PRB / PP / PDT / PTB / PSC / PSL / PR / PPS / DEM / PHS / SD / PEN / PRTB / PSB / PRP / PSDB \| 1 PSB, 1 PRB, 1 PP, 1 DEM \| 1 PSL, 1 PRTB \| \| TO \| Ângelo Agnolin (PDT) \| Eduardo Gomes (SD) \| PTC / PRB / PP / PDT / PTB / PSC / PSL / PR / PPS / DEM / PHS / SD / PEN / PRTB / PSB / PRP / PSDB \| 1 PSB, 1 PRB, 1 PP, 1 DEM \| 1 PSL, 1 PRTB \| |                                         |                                         | |                                                          | |
| UF | Candidatos(as) a Governador(a) e a Vice | Candidatos(as) a Senadores(as)          | Coligação majoritária (governo e senado)                                                                                       | Deputados(as) federais eleitos(as) — 68                  | Deputados(as) estaduais eleitos(as) — 82                                                                |
| AC | Márcio Bittar (PSDB)                    | Gladson Cameli (PP)                     | PTC / PMDB / PSDB / PTdoB / PP / PSC / PPS / PR / SD / PSD                                                                     | 2 PMDB, 1 PSDB                                           | 2 PMDB, 1 PSDB                                                                                          |
| AC | Antônia Sales (PMDB)                    | Gladson Cameli (PP)                     | PTC / PMDB / PSDB / PTdoB / PP / PSC / PPS / PR / SD / PSD                                                                     | 2 PMDB, 1 PSDB                                           | 2 PMDB, 1 PSDB                                                                                          |
| AL | Joathans Albuquerque (PTC)              | Elias Barros (PTC)                      | nenhuma | ninguém                                                  | ninguém                                                                                                 |
| AL | Marineide Messias (PTC)                 | Elias Barros (PTC)                      | nenhuma | ninguém                                                  | ninguém                                                                                                 |
| AM | José Melo (PROS)                        | Omar Aziz (PSD)                         | PTC / PV / PROS / PSL / PTN / PRP / PSDB / PHS / PEN / PRTB / DEM / PR / PSC / PSD / SD / PTdoB                                | 2 PSD, 1 PSDB, 1 PR, 1 DEM                               | 1 PV |
| AM | Henrique Oliveira (SD)                  | Omar Aziz (PSD)                         | PTC / PV / PROS / PSL / PTN / PRP / PSDB / PHS / PEN / PRTB / DEM / PR / PSC / PSD / SD / PTdoB                                | 2 PSD, 1 PSDB, 1 PR, 1 DEM                               | 1 PV |
| AP | Jorge Amanajás (PPS)                    | Coronel Palmira (PTC) (partido isolado) | PTC / PPS / PSC / PMN / PRTB / PRP / PPL / PTB                                                                                 | 1 PSC, 1 PTB                                             | 2 PTB                                                                                                   |
| AP | Daiana Ramos (PMN)                      | Coronel Palmira (PTC) (partido isolado) | PTC / PPS / PSC / PMN / PRTB / PRP / PPL / PTB                                                                                 | 1 PSC, 1 PTB                                             | 2 PTB                                                                                                   |
| BA | Paulo Souto (DEM)                       | Geddel Vieira Lima (PMDB)               | PTC / DEM / PSDB / PMDB / SD / PTN / PROS / PRB / PSC / PPS / PV / PRP / PSDC                                                  | Uldurico Júnior (PTC)                                    | 2 PV, 2 PRP                                                                                             |
| BA | Joaci Góes (PSDB)                       | Geddel Vieira Lima (PMDB)               | PTC / DEM / PSDB / PMDB / SD / PTN / PROS / PRB / PSC / PPS / PV / PRP / PSDC                                                  | Uldurico Júnior (PTC)                                    | 2 PV, 2 PRP                                                                                             |
| CE | Camilo Santana (PT)                     | Mauro Filho (PROS)                      | PTC / PV / PP / PDT / PT / PRTB / SD / PTB / PRB / PSL / PEN / PMN / PSD / PCdoB / PROS / PHS / PPL / PTdoB                    | ninguém                                                  | ninguém                                                                                                 |
| CE | Izolda Cela (PROS)                      | Mauro Filho (PROS)                      | PTC / PV / PP / PDT / PT / PRTB / SD / PTB / PRB / PSL / PEN / PMN / PSD / PCdoB / PROS / PHS / PPL / PTdoB                    | ninguém                                                  | ninguém                                                                                                 |
| DF | Agnelo Queiroz (PT)                     | Geraldo Magela (PT)                     | PTC / PT / PP / PMDB / PRB / PEN / PRP / PPL / PTN / PTdoB / PSC / PV / PROS / PHS / PSL / PCdoB                               | 1 PMDB                                                   | Agaciel Maia (PTC) + 1 PRB                                                                              |
| DF | Tadeu Filippelli (PMDB)                 | Geraldo Magela (PT)                     | PTC / PT / PP / PMDB / PRB / PEN / PRP / PPL / PTN / PTdoB / PSC / PV / PROS / PHS / PSL / PCdoB                               | 1 PMDB                                                   | Agaciel Maia (PTC) + 1 PRB                                                                              |
| ES | Renato Casagrande (PSB)                 | Neucimar Fraga (PV)                     | PTC / PSB / PSDC / PSL / PP / PTB / PTdoB / PPS / PR / PSC / PSD / PCdoB / PRTB / PEN / PTN / PPL / PMN / PRB / PHS            | ninguém                                                  | Eliana Dadalto (PTC) + 1 PRTB                                                                           |
| ES | Fabrício Gandini (PPS)                  | Neucimar Fraga (PV)                     | PTC / PSB / PSDC / PSL / PP / PTB / PTdoB / PPS / PR / PSC / PSD / PCdoB / PRTB / PEN / PTN / PPL / PMN / PRB / PHS            | ninguém                                                  | Eliana Dadalto (PTC) + 1 PRTB                                                                           |
| GO | Marconi Perillo (PSDB)                  | Vilmar Rocha (PSD)                      | PTC / PV / PRB / PDT / PTdoB / PSL / PR / PP / PHS / PMN / PROS / PPS / PSDB / PEN / PSD / PTB                                 | ninguém                                                  | 2 PSL                                                                                                   |
| GO | José Eliton (PP)                        | Vilmar Rocha (PSD)                      | PTC / PV / PRB / PDT / PTdoB / PSL / PR / PP / PHS / PMN / PROS / PPS / PSDB / PEN / PSD / PTB                                 | ninguém                                                  | 2 PSL                                                                                                   |
| MA | Flávio Dino (PCdoB)                     | Roberto Rocha (PSB)                     | PTC / PCdoB / PSDB / PSB / PP / SD / PROS / PDT / PPS                                                                          | 1 PDT                                                    | Edivaldo Holanda (PTC)                                                                                  |
| MA | Carlos Brandão (PSDB)                   | Roberto Rocha (PSB)                     | PTC / PCdoB / PSDB / PSB / PP / SD / PROS / PDT / PPS                                                                          | 1 PDT                                                    | Edivaldo Holanda (PTC)                                                                                  |
| MG | Pimenta da Veiga (PSDB)                 | Antônio Anastasia (PSDB)                | PTC / PSDB / PP / DEM / PSD / PTB / PV / PDT / PR / PMN / PSC / PSL / PPS / SD                                                 | Brunny Gomes (PTC) + 1 PSC                               | Anselmo José Domingos (PTC) + 2 PSC                                                                     |
| MG | Dinis Pinheiro (PP)                     | Antônio Anastasia (PSDB)                | PTC / PSDB / PP / DEM / PSD / PTB / PV / PDT / PR / PMN / PSC / PSL / PPS / SD                                                 | Brunny Gomes (PTC) + 1 PSC                               | Anselmo José Domingos (PTC) + 2 PSC                                                                     |
| MS | Delcídio do Amaral (PT)                 | Ricardo Ayache (PT)                     | PTC / PT / PDT / PSL / PTB / PSDC / PROS / PCdoB / PV / PPL / PRP / PR                                                         | 2 PT, 1 PDT                                              | ninguém                                                                                                 |
| MS | Londres Machado (PR)                    | Ricardo Ayache (PT)                     | PTC / PT / PDT / PSL / PTB / PSDC / PROS / PCdoB / PV / PPL / PRP / PR                                                         | 2 PT, 1 PDT                                              | ninguém                                                                                                 |
| MT | Janete Riva (PSD)                       | Rui Prado (PSD)                         | PTC / PEN / PSD / PRTB / PTN / SD                                                                                              | ninguém                                                  | 1 SD |
| MT | Aray da Fonseca (PSD)                   | Rui Prado (PSD)                         | PTC / PEN / PSD / PRTB / PTN / SD                                                                                              | ninguém                                                  | 1 SD |
| PA | Simão Jatene (PSDB)                     | ninguém                                 | PTC / PSDB / PSB / PMN / SD / PRB / PSC / PTB / PEN / PSD / PP / PPS / PSDC / PTdoB / PRP                                      | 3 PSD, 1 PSDB, 1 PTB, 1 PSC, 1 PPS                       | ninguém                                                                                                 |
| PA | Zequinha Marinho (PSC)                  | ninguém                                 | PTC / PSDB / PSB / PMN / SD / PRB / PSC / PTB / PEN / PSD / PP / PPS / PSDC / PTdoB / PRP                                      | 3 PSD, 1 PSDB, 1 PTB, 1 PSC, 1 PPS                       | ninguém                                                                                                 |
| PB | ninguém                                 | Walter Brito (PTC)                      | nenhuma | ninguém                                                  | ninguém                                                                                                 |
| PE | Paulo Câmara (PSB)                      | Fernando Coelho (PSB)                   | PTC / PV / PMDB / PCdoB / PTRB / PRP / PTN / PR / SD / PPS / PHS / PSDB / PSD / PPL / DEM / PEN / PSDC / PROS / PP / PSB / PSL | 8 PSB, 3 PSDB, 2 PR, 1 PP, 1 PMDB, 1 PSD, 1 DEM, 1 PCdoB | Eriberto Medeiros (PTC) + 15 PSB, 3 PMDB, 3 PR, 2 PSD, 1 PSDB, 1 DEM                                    |
| PE | Raul Henry (PMDB)                       | Fernando Coelho (PSB)                   | PTC / PV / PMDB / PCdoB / PTRB / PRP / PTN / PR / SD / PPS / PHS / PSDB / PSD / PPL / DEM / PEN / PSDC / PROS / PP / PSB / PSL | 8 PSB, 3 PSDB, 2 PR, 1 PP, 1 PMDB, 1 PSD, 1 DEM, 1 PCdoB | Eriberto Medeiros (PTC) + 15 PSB, 3 PMDB, 3 PR, 2 PSD, 1 PSDB, 1 DEM                                    |
| PI | Zé Filho (PMDB)                         | Wilson Martins (PSB)                    | PTC / PMDB / PSDB / PCdoB / PTdoB / PSB / PDT / PTN / PV / DEM / PSDC / PSL / PMN / PRB / PPS / PSD / PEN                      | 3 PSB, 1 PMDB, 1 PSD                                     | Dr. Hélio (PTC), Evaldo Gomes (PTC)                                                                     |
| PI | Silvio Mendes (PSDB)                    | Wilson Martins (PSB)                    | PTC / PMDB / PSDB / PCdoB / PTdoB / PSB / PDT / PTN / PV / DEM / PSDC / PSL / PMN / PRB / PPS / PSD / PEN                      | 3 PSB, 1 PMDB, 1 PSD                                     | Dr. Hélio (PTC), Evaldo Gomes (PTC)                                                                     |
| PR | Tulio Bandeira (PTC)                    | Luiz Bárbara (PTC) (indeferido)         | nenhuma | ninguém                                                  | ninguém                                                                                                 |
| PR | Ulisses Sabino (PTC)                    | Luiz Bárbara (PTC) (indeferido)         | nenhuma | ninguém                                                  | ninguém                                                                                                 |
| RJ | Luiz Fernando Pezão (PMDB)              | César Maia (DEM)                        | PTC / PMDB / PP / PTB / PSL / PPS / PTN / DEM / PSDC / PHS / PEN / PMN / PRTB / PRP / PSDB / PSC / PSD / SD                    | 1 PSDC                                                   | Thiago Pampolha (PTC) + 1 PSC                                                                           |
| RJ | Francisco Dornelles (PP)                | César Maia (DEM)                        | PTC / PMDB / PP / PTB / PSL / PPS / PTN / DEM / PSDC / PHS / PEN / PMN / PRTB / PRP / PSDB / PSC / PSD / SD                    | 1 PSDC                                                   | Thiago Pampolha (PTC) + 1 PSC                                                                           |
| RN | Robinson Faria (PSD)                    | Fátima Bezerra (PT)                     | PTC / PSD / PT / PCdoB / PTdoB / PP / PEN / PRTB                                                                               | ninguém                                                  | 3 PSD                                                                                                   |
| RN | Fábio Dantas (PCdoB)                    | Fátima Bezerra (PT)                     | PTC / PSD / PT / PCdoB / PTdoB / PP / PEN / PRTB                                                                               | ninguém                                                  | 3 PSD                                                                                                   |
| RO | Jaqueline Cassol (PR)                   | Ivone Cassol (PP)                       | PTC / PV / PP / PR / PROS / PPS                                                                                                | 1 PR                                                     | 3 PP, 1 PV                                                                                              |
| RO | Carlos Magno (PP)                       | Ivone Cassol (PP)                       | PTC / PV / PP / PR / PROS / PPS                                                                                                | 1 PR                                                     | 3 PP, 1 PV                                                                                              |
| RR | Ângela Portela (PT)                     | Telmário Mota (PDT)                     | PTC / PT / PDT / PCdoB / PV | 1 PDT                                                    | 1 PDT, 1 PV                                                                                             |
| RR | Alexandre Henklain (PDT)                | Telmário Mota (PDT)                     | PTC / PT / PDT / PCdoB / PV | 1 PDT                                                    | 1 PDT, 1 PV                                                                                             |
| RS | Tarso Genro (PT)                        | Olívio Dutra (PT)                       | PTC / PT / PCdoB / PROS / PPL / PTB / PR                                                                                       | 3 PTB, 1 PCdoB                                           | 2 PCdoB, 1 PR, 1 PPL                                                                                    |
| RS | Abgail Pereira (PCdoB)                  | Olívio Dutra (PT)                       | PTC / PT / PCdoB / PROS / PPL / PTB / PR                                                                                       | 3 PTB, 1 PCdoB                                           | 2 PCdoB, 1 PR, 1 PPL                                                                                    |
| SC | Paulo Bauer (PSDB)                      | Paulo Bornhausen (PSB)                  | PTC / PSDB / PP / PSB / PSL / SD / PTN / PPS / PEN / PRTB / PHS / PTdoB                                                        | 2 PP, 2 PSDB, 1 PPS                                      | 2 PSB, 1 PPS                                                                                            |
| SC | Joares Ponticelli (PP)                  | Paulo Bornhausen (PSB)                  | PTC / PSDB / PP / PSB / PSL / SD / PTN / PPS / PEN / PRTB / PHS / PTdoB                                                        | 2 PP, 2 PSDB, 1 PPS                                      | 2 PSB, 1 PPS                                                                                            |
| SE | Eduardo Amorim (PSC)                    | Maria do Carmo (DEM)                    | PTC / DEM / PSL / PP / PTdoB / PSC / PPS / PSDB / PTB / SD / PV / PHS / PMN / PR / PEN                                         | 1 PTB, 1 SD, 1 DEM                                       | Doutor Vanderbal (PTC), Georgeo Passos (PTC), Gilson Andrade (PTC) + 2 PP, 2 PSC, 2 DEM, 1 PSL, 1 PTdoB |
| SE | Augusto Franco Neto (PSDB)              | Maria do Carmo (DEM)                    | PTC / DEM / PSL / PP / PTdoB / PSC / PPS / PSDB / PTB / SD / PV / PHS / PMN / PR / PEN                                         | 1 PTB, 1 SD, 1 DEM                                       | Doutor Vanderbal (PTC), Georgeo Passos (PTC), Gilson Andrade (PTC) + 2 PP, 2 PSC, 2 DEM, 1 PSL, 1 PTdoB |
| SP | Geraldo Alckmin (PSDB)                  | José Serra (PSDB)                       | PTC / PSC / PSDB / DEM / PMN / PTdoB / PPS / PTN / SD / PEN / PRB / PSB / PSDC / PSL                                           | 1 PTN                                                    | 1 PTN, 1 PSL                                                                                            |
| SP | Márcio França (PSB)                     | José Serra (PSDB)                       | PTC / PSC / PSDB / DEM / PMN / PTdoB / PPS / PTN / SD / PEN / PRB / PSB / PSDC / PSL                                           | 1 PTN                                                    | 1 PTN, 1 PSL                                                                                            |
| TO | Sandoval Cardoso (SD)                   | Eduardo Gomes (SD)                      | PTC / PRB / PP / PDT / PTB / PSC / PSL / PR / PPS / DEM / PHS / SD / PEN / PRTB / PSB / PRP / PSDB                             | 1 PSB, 1 PRB, 1 PP, 1 DEM                                | 1 PSL, 1 PRTB                                                                                           |
| TO | Ângelo Agnolin (PDT)                    | Eduardo Gomes (SD)                      | PTC / PRB / PP / PDT / PTB / PSC / PSL / PR / PPS / DEM / PHS / SD / PEN / PRTB / PSB / PRP / PSDB                             | 1 PSB, 1 PRB, 1 PP, 1 DEM                                | 1 PSL, 1 PRTB                                                                                           |

### Eleições presidenciais
| Ano  | Imagem                                                | Candidato(a) a Presidente      | Candidato a Vice-Presidente   | Coligação                                                                                | Votos               | Posição |
| ---- | ----------------------------------------------------- | ------------------------------ | ----------------------------- | ---------------------------------------------------------------------------------------- | ------------------- | ------- |
| 1989 |                                                       | Fernando Collor (PRN)          | Itamar Franco (PRN)           | Movimento Brasil Novo (PRN, PSC, PST, PTR)                                               | 35.089.998 (53,03%) | 1ª      |
| 1994 |                                                       | Carlos Antônio Gomes (PRN)     | Dílton Carlos Salomoni (PRN)  | Sem coligação                                                                            | 387.738 (0,61%)     | 7ª      |
| 2002 |                                                       | Anthony Garotinho (PSB)        | José Antônio Figueiredo (PSB) | Brasil Esperança (PSB, PGT, PTC)                                                         | 15.180.097 (17,86%) | 3ª      |
| 2010 |                                                       | Dilma Rousseff (PT)            | Michel Temer (PMDB)           | Para o Brasil Seguir Mudando (PT, PMDB, PR, PSB, PDT, PCdoB, PSC, PRB, PTC e PTN)        | 55.752.529 (56,05%) | 1ª      |
| 2014 | ligação=Ficheiro:Aécio Neves em 16 de julho de 2014-3 | Aécio Neves (PSDB)             | Aloysio Nunes (PSDB)          | Muda Brasil (PSDB, PMN, SD, DEM, PEN, PTN, PTB, PTC e PTdoB)                             | 51.041.155 (48,36%) | 2ª      |
| 2018 |                                                       | Alvaro Dias (PODE)             | Paulo Rabello de Castro (PSC) | Mudança de Verdade (PODE, PRP, PSC e PTC)                                                | 859.574 (0,80%)     | 9ª      |
| 2022 |                                                       | Luiz Inácio Lula da Silva (PT) | Geraldo Alckmin (PSB)         | Brasil da Esperança (FE Brasil, PSB, Solidariedade, Fed. PSOL REDE, Avante, Agir e PROS) | 60.345.999 (50,90%) | 1ª      |

## Presidentes do Brasil
| Nome            | Retrato | Origem         | Período dos mandatos                         |
| --------------- | ------- | -------------- | -------------------------------------------- |
| Fernando Collor |         | Rio de Janeiro | 15 de março de 1990 – 29 de dezembro de 1992 |